# Sublime Text

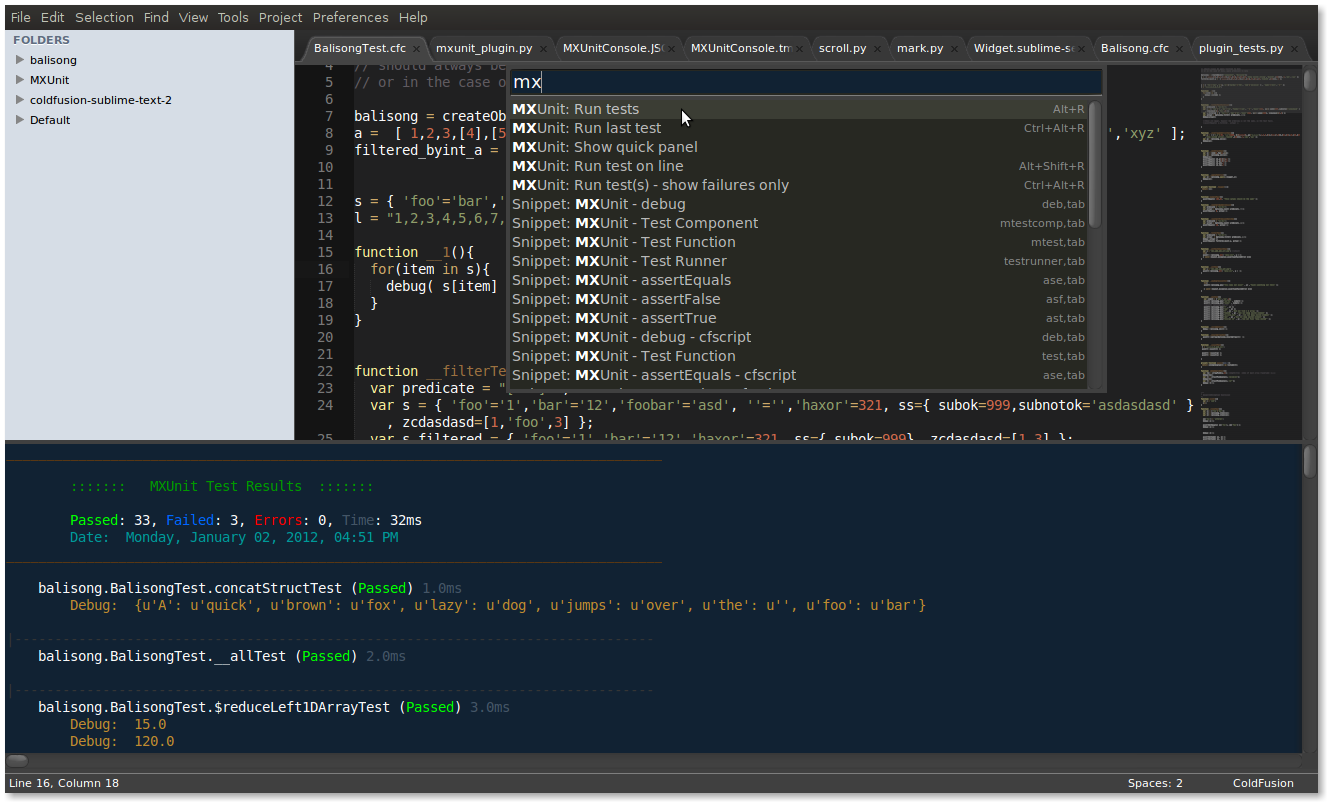
Imagem ilustrativa

Sublime Text é um editor de código-fonte multi-plataforma e shareware com uma interface de programação de aplicativos (API) para a linguagem Python. Ele suporta nativamente muitas linguagens de programação e linguagens de marcação, e funções podem ser adicionadas por usuários com plug-ins, geralmente criados pela comunidade e mantidos sob licenças de software livre. Inicialmente, o programa foi pensado para ser uma extensão do Vim.

## Recursos
Alguns dos recursos incluem:
- Minimapa: uma previsualização de todo o código-fonte;
- Habilidade de selecionar várias partes do código;
- Edição multi-panel;
- Salvamento automático;
- Pesquisa e substituição com suporte a RegExp;
- O sublime permite a codificação de fortran 90
- Coloração de sintaxe personalizável;
- Autocompletar e correspondência de parênteses;
- Suporte a macros e extensões baseadas em Python;
- Teclas de atalho personalizáveis;